# Port Szaíd
Port Szaíd (arabul بورسعيد, azaz  Būr Saʻīd) félmilliós (2010-ben 603 787 lakos) kereskedelmi város Egyiptom északkeleti részén, a Földközi-tenger partján, a Szuezi-csatornától északra. 1859-ben alapították, amikor a csatorna épült.
Port Szaíd gazdasága főleg a halászatra és olyan iparágakra támaszkodik, mint a vegy-, a dohány- és az élelmiszeripar (kényelmi termékek). A város jelentős kikötőjéből indul exportra az egyiptomi pamut és rizs. Itt vesznek fel üzemanyagot a Szuezi-csatornán áthaladó hajók. Sok turistát vonz Port Szaíd vámmentes kikötője és nyári pihenőhelye.[forrás?]
A város számára jellegzetes külsőt kölcsönöznek az öreg házak különböző szintjein megjelenő, méretes erkélyek. Port Said testvérvárosa a csatorna keleti partján fekvő Port Fouad. A két város olyannyira összetartozik, hogy Port Fouadnak saját városközpontja sincs. Egy igazi világvárosnyi területen, a két város között egész nap ingyenesen igénybe vehető komp ingázik.

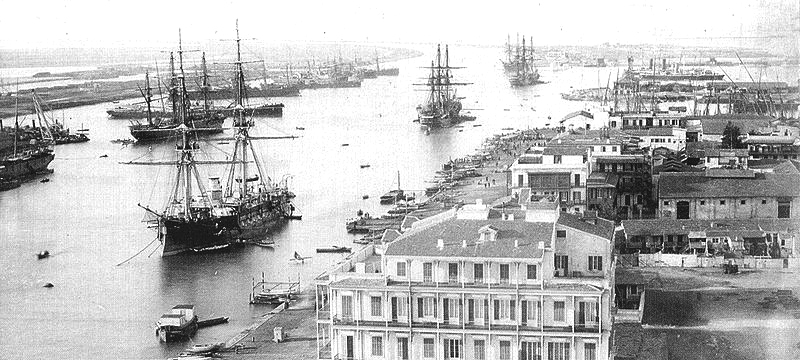
1880-ban

## Testvérvárosok
- Volgográd, Oroszország (1962)
- Bizerte, Tunézia (1977)

## Helyi hírességek
- Amr Diab
- Mohammed Zídán, a Borussia Dortmund játékosa
- Mohamed Shawky, a Middlesbrough FC játékosa
- Mahmoud Yassen (színész)

## Galéria

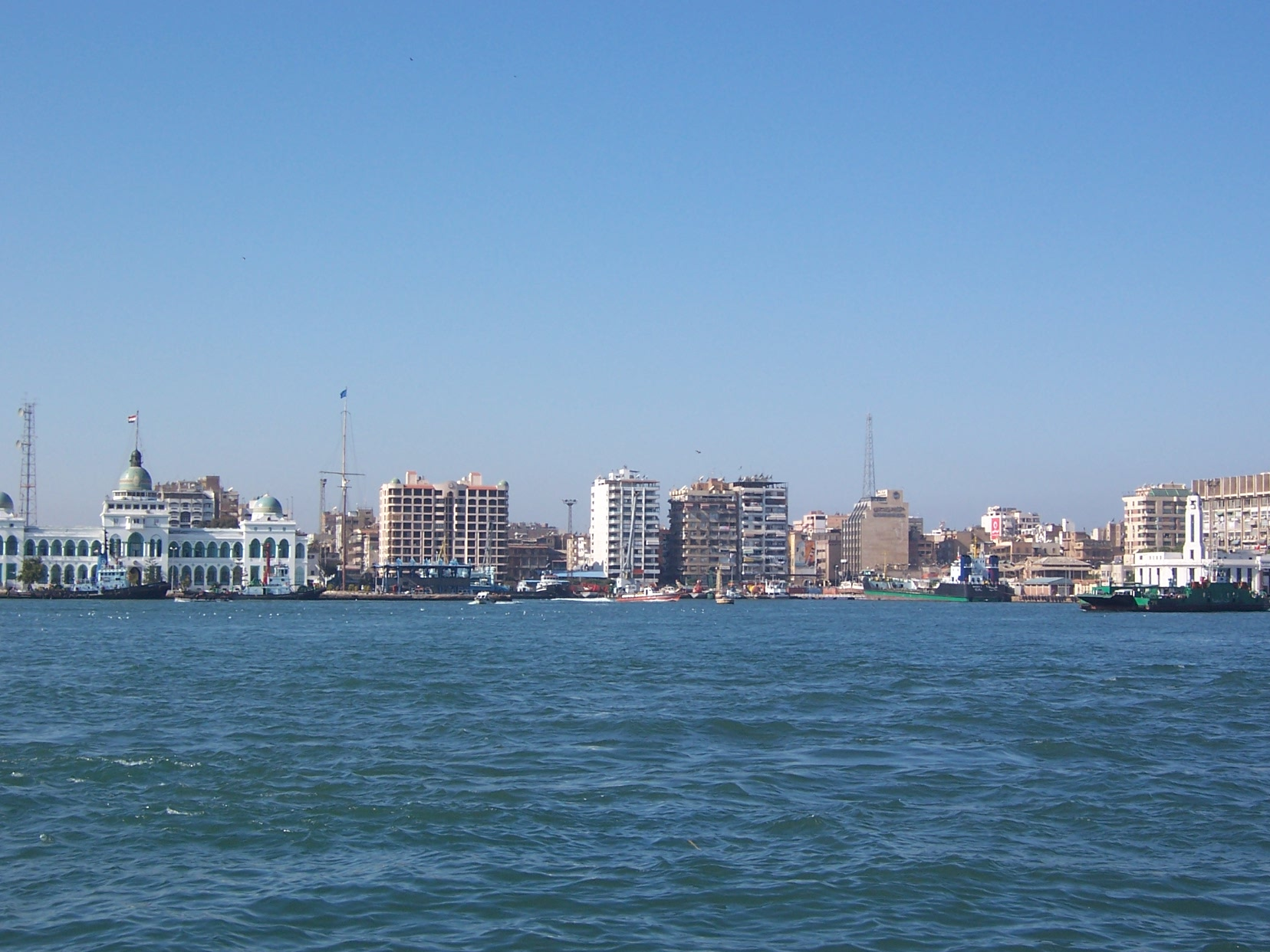
Port Szaíd-i partvonal
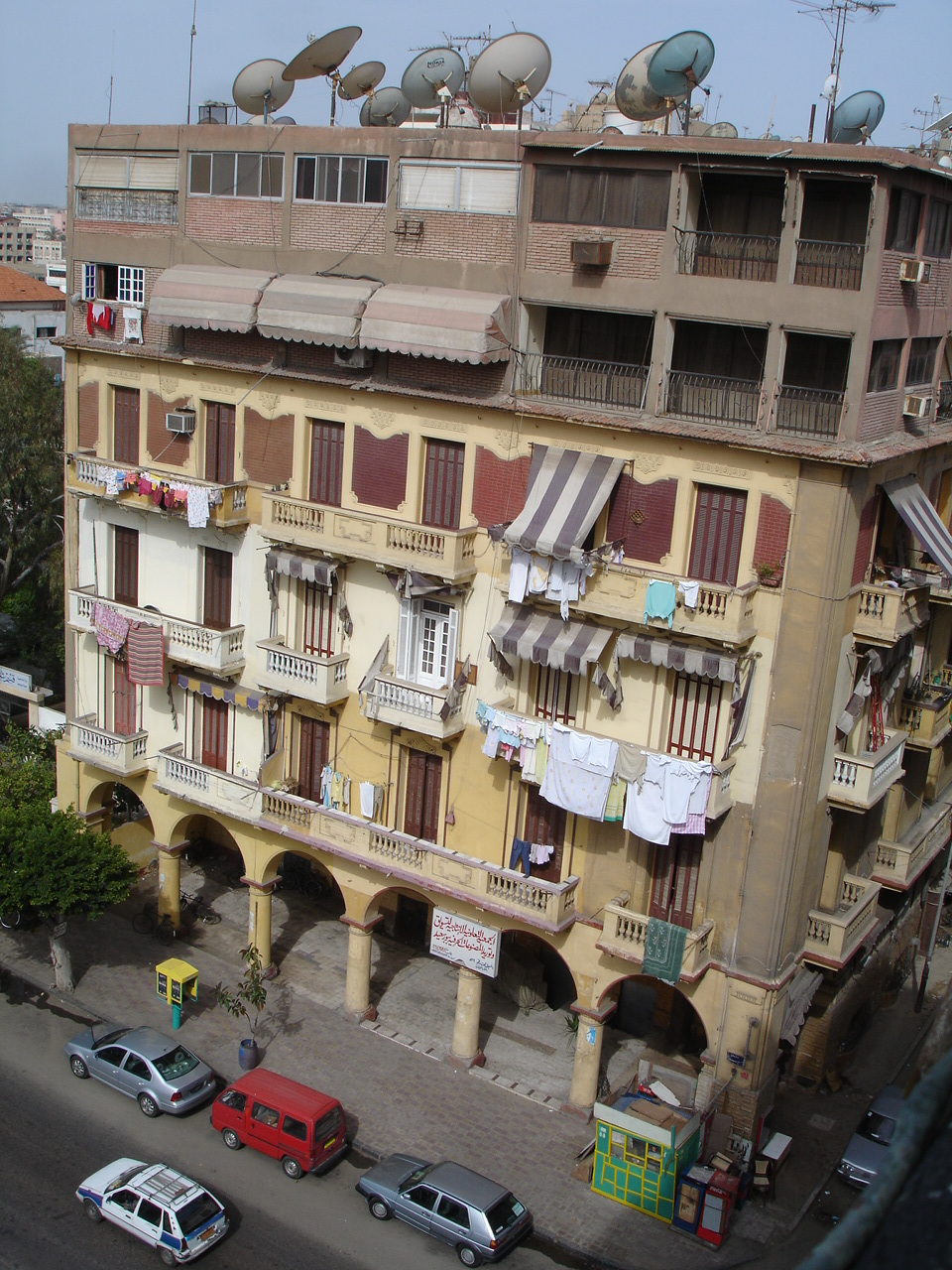
Port Szaíd egyedi stílusú házai
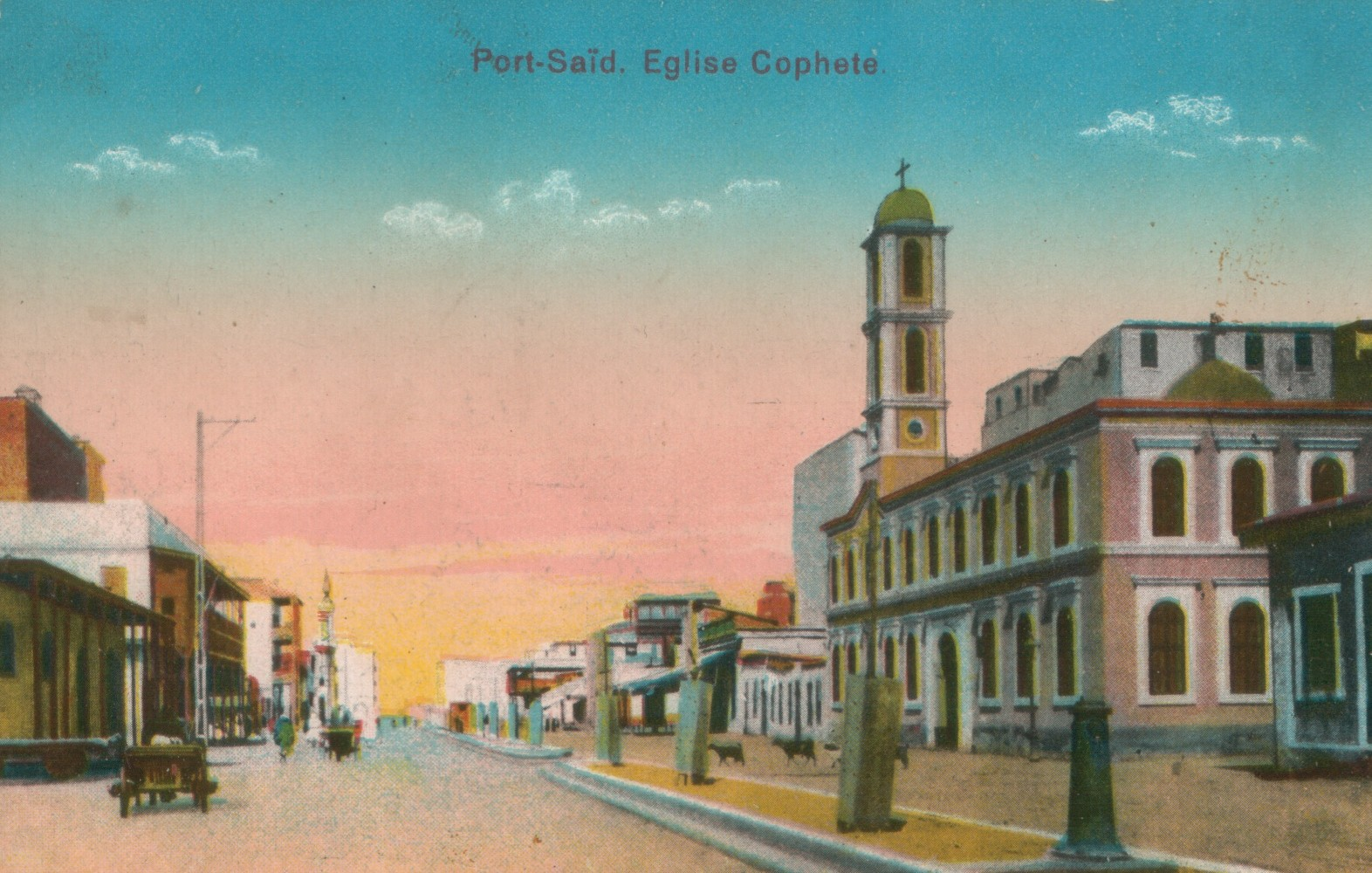
Port Szaíd-i képeslap 1915-ből
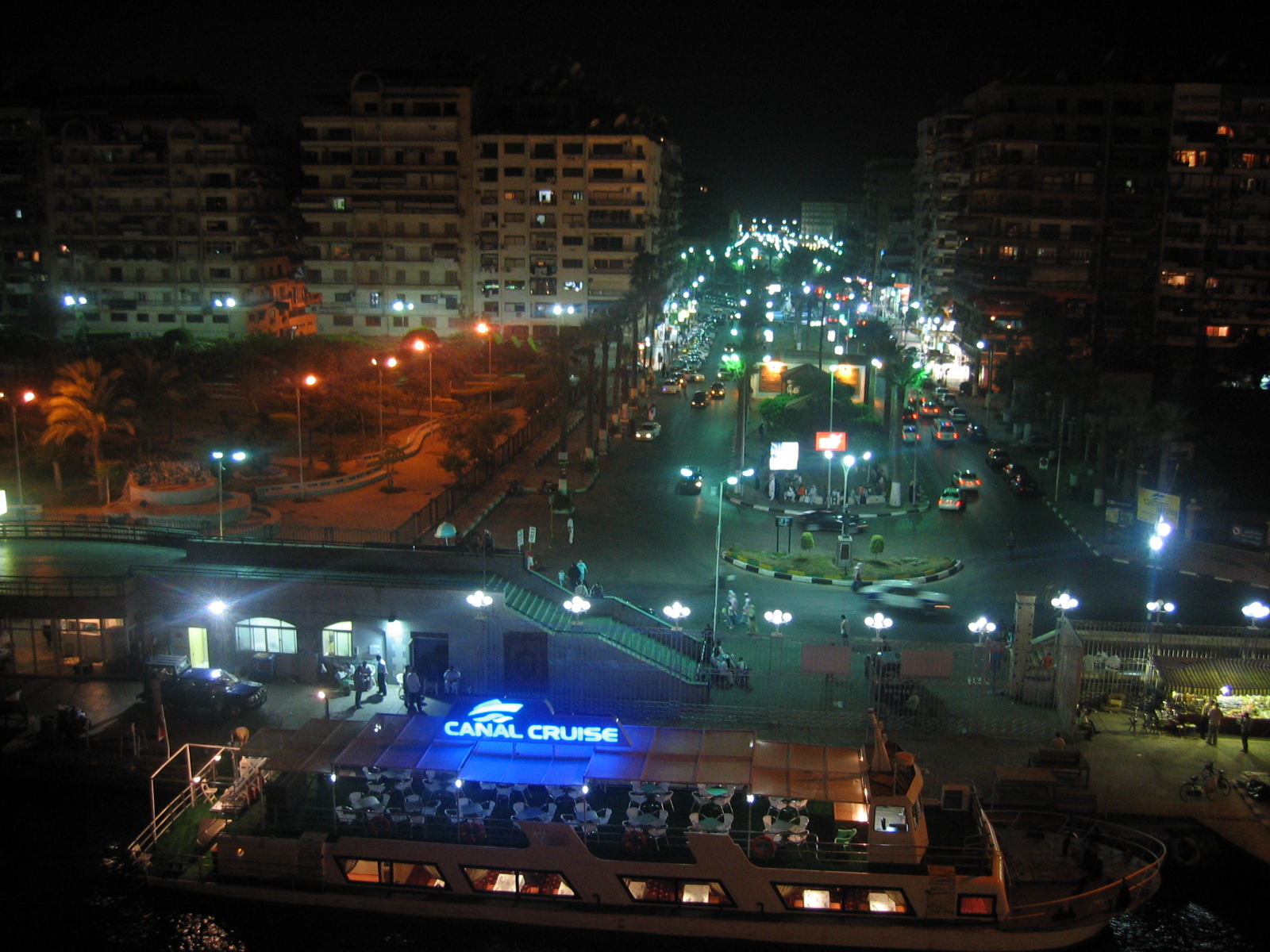